# Jacques van Groenendael

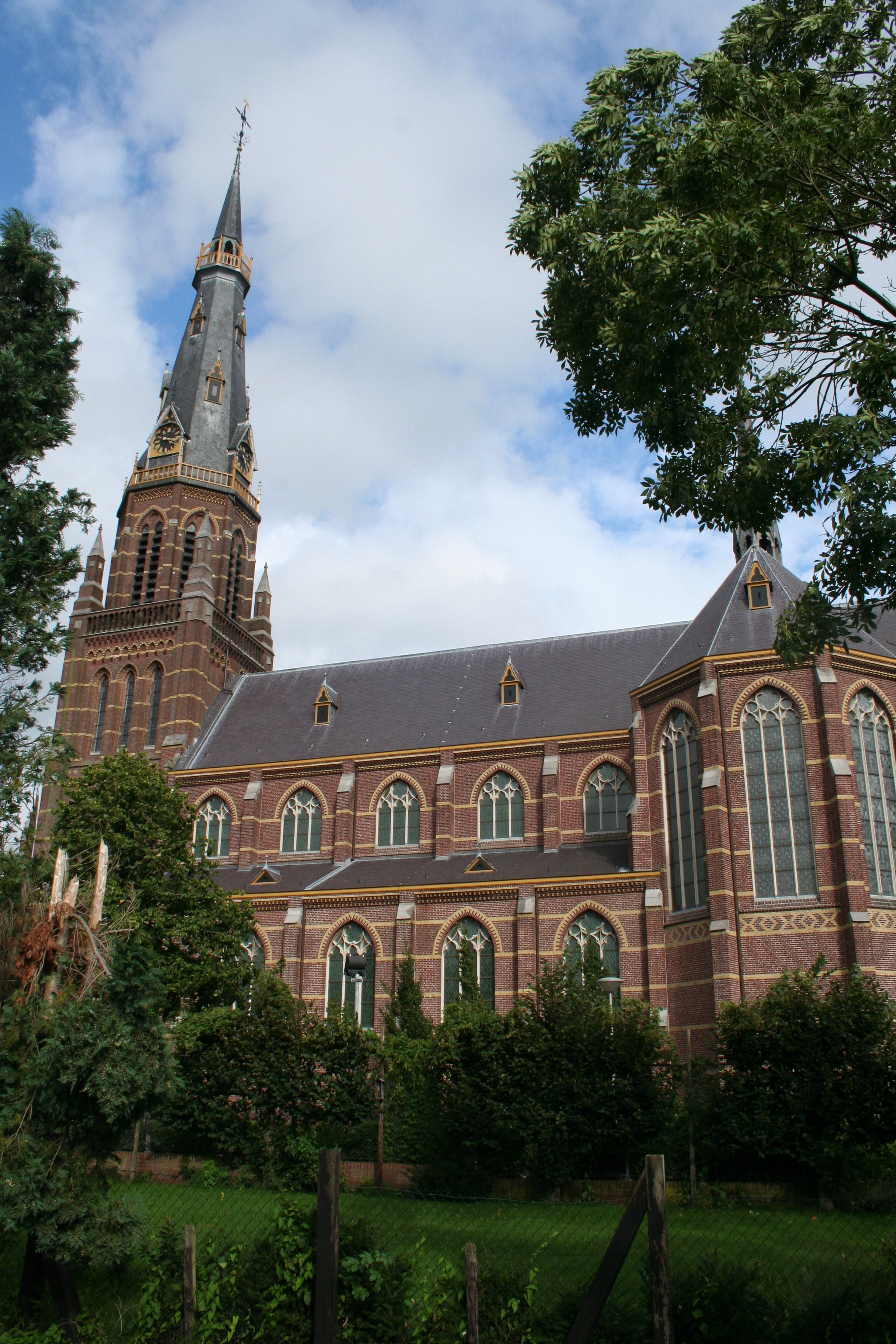
De Sint-Clemenskerk te Baardwijk

Nicolaas Jacobus (Jacques) Hubertus van Groenendael (Nunhem, 17 augustus 1864 - Breda, 4 augustus 1932) was een Nederlandse aannemer en architect. Hij behoorde tot een familie van metselaars, aannemers en architecten, die oorspronkelijk afkomstig was uit het Midden-Limburgse dorp Nunhem.
Hij was de tweede van drie zoons van aannemer-architect Jan van Groenendael die eveneens aannemer-architect werden. De andere zoons zijn Jean van Groenendael en, de bekendste van de drie, Hubert van Groenendael. 
Van Groenendael was eerst gevestigd in Hilversum en later in Breda, waar hij tevens timmerfabriek De Mark bezat en lange tijd lid was van de gemeenteraad. Hij ontwierp diverse gebouwen voor rooms-katholieke instellingen. Hij heeft als architect ongeveer 25 kerken verbouwd of vergroot. Als aannemer bouwde Van Groenendael meer dan 60 kerken. Tevens ontwierp hij verschillende kloosters, scholen, gestichten, kapellen, pastorieën en een ziekenhuis.
Na Van Groenendaels overlijden in 1932 werd zijn architectenbureau overgenomen door zijn voormalige werknemer Jacques Hurks.
Een zoon van Van Groenendael heette eveneens Jacques, was ook architect en ontwierp ook kerken en andere katholieke gebouwen. 

## Werken (selectie)
- 1891-1892 America (Limburg): Sint-Jozefkerk met pastorie
- 1895 Griendtsveen (Limburg): Sint-Barbarakerk
- 1896-1897 Baardwijk: Sint-Clemenskerk
- 1904 Roosendaal: bejaardentehuis
- 1916-1918 Rijsbergen: Sint-Bavokerk
- 1917- 1923 Breda: Fransciscus Kweekschool
- 1921 Terhole: Sint-Gerardus Majellakerk
- 1923 Nieuw- Vossermeer: Uitbreiding H. Johannes de Doper
- 1920-1921 Roosendaal H. Corneliuskerk (gesloopt in 1973)
- 1926 Chaam: H. Antonius Abtkerk
- 1927 Moerstraten: Pastorij en Kerk
- 1927 Teteringen, H. Willibrorduskerk
- 1928 Welberg, Corneliskerk
- 1929-1930 Nijmegen: Zusterhuis